# Фестус Онігбінде
Фестус Онігбінде (англ. Festus Onigbinde, нар. 5 березня 1938, Модакеке) — нігерійський футбольний тренер, відомий роботою зі збірною Нігерії.

## Кар'єра тренера
1982 року вперше очолив тренерський штаб національної збірної Нігерії. Керував її підготовкою для участі у Кубку африканських націй 1984, на якому нігерійці сягнули фіналу, в якому з рахунком 1:3 програли збірній Камеруну, задовільнившись срібними медалями континентальної першості.
Після турніру залишив збірну і сконцентрувався на клубній роботі, очоливши команду «Шутінг Старз».
2002 року після поразки збірної Нігерії у півфіналі Кубку африканських націй 2002, яку було визнано великою невдачею, Онігбінде знову отримав запрошення очолити національну команду. Керував її діями на тогорічному чемпіонаті світу, який став для цієї африканської збірної на той час найгіршим в історії — вона уперше за усі виступи на світових першостях не здобула жодної перемоги, занісши до свого активу лише нульову нічию у грі останнього туру з англійцями, тож після мундіалю тренера було звільнено.

## Титули і досягнення
- Срібний призер Кубка африканських націй: 1984